# Domenico Valentino
Domenico Valentino ( 1984. május 17.) olasz amatőr ökölvívó.

## Eredményei
- 2004-ben bronzérmes az Európa-bajnokságon könnyűsúlyban.
- 2005-ben bronzérmes az amatőr világbajnokságon könnyűsúlyban.
- 2007-ben  ezüstérmes a világbajnokságon könnyűsúlyban. A döntőben az angol Frankie Gavintől szenvedett vereséget.
- olasz bajnok ( 2003, 2004, 2005, 2006, 2007 ) könnyűsúlyban.